# Ludwig Fainberg
Ludwig (Leonid) "Lyosha" "Tarzan" Fainberg, född 1 mars 1958 i Odessa, Ukrainska SSR, Sovjetunionen, rysk förbrytare, men uppvuxen i Israel, sedan han och hans föräldrar emigrerade när han var 13 år. 1980 flyttade han till Östberlin och fyra år senare till USA, där han uppges ha varit ledaren för rysk-judiska maffian i Florida.